# Markus Mendler
Markus Mendler (* 7. Januar 1993 in Memmingen) ist ein deutscher Fußballspieler.

## Sportliche Laufbahn

### Vereinskarriere
Mendler wuchs im oberschwäbischen Legau südlich von Memmingen auf. Beim TSV Legau begann er mit dem Fußballspielen, bevor er zum FC Memmingen wechselte. Dort wurde er für den Nachwuchsförderkader des Bayerischen Fußballverbandes entdeckt, mit dem er in der U-15 deutscher Meister wurde.
2008 wechselte Mendler zum 1. FC Nürnberg, bei dem er die weiteren Jugendmannschaften durchlief. Als A-Jugendlicher wurde er probeweise zum Training der Profimannschaft eingeladen. In einer Länderspielpause der Bundesliga kam er im September 2010 in einem Freundschaftsspiel der Profis als Einwechselspieler für Mike Frantz zum Einsatz und überzeugte mit einer guten Leistung und einem Freistoßtor. Am 16. Oktober fiel Frantz vor dem Spiel beim FC St. Pauli verletzt aus und Mendler fuhr als Ersatzspieler mit nach Hamburg. Als der Club gegen Spielende zurücklag, kam er in den letzten Spielminuten zu seinem ersten Bundesligaeinsatz im Angriff. Danach blieb er in den folgenden Spielen im erweiterten Aufgebot und wurde beim Pokalspiel bei der SV Elversberg erneut in der Schlussviertelstunde eingewechselt. Anfang November wurde sein Vertrag vorzeitig um drei Jahre bis 2014 verlängert.
Im Spiel gegen Borussia Mönchengladbach am ersten Rückrundenspieltag der Saison 2010/11 traf er erstmals in der Bundesliga ins Tor, jedoch wurde der Treffer nicht anerkannt. Im folgenden Heimspiel gegen den Hamburger SV stand er erstmals in der Anfangsformation der Nürnberger. Nach insgesamt sechs Erstligaeinsätzen kehrte er für den Rest der Saison wieder in die U-19-Mannschaft zurück.
Die folgende Saison begann mit einem überzeugenden Auftritt als Rechtsaußen in der Startelf gegen Hertha BSC im Auftaktspiel. Bis zum siebten Spieltag kam Mendler immer wieder zum Einsatz. Er konnte die Leistung jedoch nicht halten und wurde wieder aus dem Kader genommen. In der Rückrunde zwangen ihn außerdem Rückenprobleme zu einer längeren Pause. Die Saison 2012/13 begann er dann in der Regionalligamannschaft und erzielte im Auftaktspiel seine ersten beiden Tore im Seniorenbereich. Doch zog er sich gleich im ersten Spiel einen Meniskusriss zu und musste operiert werden. Dadurch verpasste er die komplette Hinrunde und erst zur Rückrunde kehrte er wieder in die Profimannschaft zurück. In der entscheidenden Saisonphase stand er zwar regelmäßig im Aufgebot, zum Einsatz kam er aber nur in der U-23. Erst an den letzten drei Bundesligaspieltagen spielte wieder für die erste Mannschaft.
Am 16. Januar 2014 wurde Mendler bis zum Saisonende in die 2. Bundesliga an den SV Sandhausen verliehen. Nach nur 2 Einsätzen zog er sich jedoch eine Verletzung am Außenmeniskus zu und fiel für den Rest der Rückrunde aus. Mendler kehrte im Sommer 2014 nach Nürnberg zurück, kam in der Saison 2014/15 aber lediglich für die 2. Mannschaft des FCN zu Einsätzen.
Von 2016 bis 2021 spielte Mendler für den 1. FC Saarbrücken, mit dem er 2020 den Aufstieg in die 3. Liga schaffte. Ein Jahr später wechselte er in die Regionalliga Südwest zum FC Homburg.

### Auswahleinsätze
In der Spielzeit 2010/11 wurde Mendler erstmals für eine deutsche Juniorennationalmannschaft nominiert. Am 16. November 2010 gab er sein Debüt in der U-18 und war am Ende in seinem Jahrgang mit fünf Toren in sieben Spielen erfolgreichster Torschütze. Am Ende der Saison wurde er als drittbester Spieler der U-18-Junioren vom DFB mit der Fritz-Walter-Medaille in Bronze ausgezeichnet.
Danach gehörte er auch zur U-19-Nationalmannschaft und kam dort regelmäßig zum Einsatz. 2012 fiel er jedoch verletzungsbedingt komplett aus und so dauerte es bis zum März 2013, bis Mendler für zwei Spiele der deutschen U-20 gegen die Schweiz in die Juniorennationalmannschaft zurückkehrte.

### Titel und Erfolge
Auswahl des Bayerischen Fußballverbandes
- Deutscher U-15-Meister: 2007 (als Spieler des FC Memmingen)

Persönliche Auszeichnungen
- Fritz-Walter-Medaille in Bronze: 2011 (U-18)